# 姜智傑
姜智傑，綽號K先生，香港漫畫家。香港出身。男性。大部分漫畫作品都在正文社出版有限出司下的《CO-CO!》上活動，代表作有《森巴AMIGO》。 曾在第4屈金龍獎原創動畫漫畫藝術大賽中獲得金龍獎的「最佳兒童漫畫」獎。

## 在《CO-CO!》上連載的作品
- 森巴AMIGO[1]
- 極速戰機飛飛飛
- 三十六計之無中生有
- Kiss Man
- 笑俠龍劍飛
- 雞球大戰